# Llista de topònims de Bompàs
Llista de topònims (noms propis de lloc) de Bompàs (Rosselló).
Informació actualitzada per un bot. Els canvis manuals es perdran quan s'actualitzi!

## església
| imatge | Nom                       | Ubicat a | instància de | Detalls | coordenades                                                             | Protecció | Commons (més fotos)            | Dades a WD                    |
| ------ | ------------------------- | -------- | ------------ | ------- | ----------------------------------------------------------------------- | --------- | ------------------------------ | ----------------------------- |
|        | Sant Esteve de Bonpàs     | Bompàs   | església     |         | 42° 43′ 58″ N, 2° 56′ 03″ E / 42.7328055556°N,2.93408333333°E 15.9 msnm |           | Église Saint-Étienne de Bompas | Modifica les dades a Wikidata |
|        | Sant Salvador de Canomals | Bompàs   | església     |         | 42° 43′ 57″ N, 2° 57′ 12″ E / 42.732514°N,2.953472°E 12 msnm            |           |                                | Modifica les dades a Wikidata |

## Misc
| imatge | Nom                       | Ubicat a           | instància de                          | Detalls                                                   | coordenades                                                                                               | Protecció | Commons (més fotos)                       | Dades a WD                    |
| ------ | ------------------------- | ------------------ | ------------------------------------- | --------------------------------------------------------- | --- | --------- | ----------------------------------------- | ----------------------------- |
|        | Bompas                    | Bompàs             | estació de ferrocarril                |                                                           | 42° 43′ 55″ N, 2° 55′ 50″ E / 42.732076°N,2.930552°E                                                      |           |                                           | Modifica les dades a Wikidata |
|        | Canomals                  | Bompàs             | veïnat                                |                                                           | 42° 43′ 57″ N, 2° 57′ 12″ E / 42.732514°N,2.953472°E 12 msnm                                              |           |                                           | Modifica les dades a Wikidata |
|        | Castell de Malpàs         | Bompàs             | castell                               |                                                           | 42° 43′ 57″ N, 2° 56′ 02″ E / 42.732611111111°N,2.9339388888889°E 16.2 msnm                               |           |                                           | Modifica les dades a Wikidata |
|        | Tet                       | Pirineus Orientals | riu                                   | Desemboca: mar Mediterrània Llarg: 115.8km Conca: 1369km² | 42° 42′ 48″ N, 3° 02′ 23″ E / 42.713333333333°N,3.0397222222222°E                                         |           | Têt                                       | Modifica les dades a Wikidata |
|        | carrer de París           | Bompàs             | carrer                                | Anomenat per: París                                       | 42° 43′ 47″ N, 2° 55′ 57″ E / 42.729765°N,2.932364°E                                                      |           |                                           | Modifica les dades a Wikidata |
|        | casa de la vila de Bompàs | Bompàs             | instal·lació Ús: seu del govern local |                                                           | 42° 43′ 49″ N, 2° 56′ 08″ E / 42.7301552766347°N,2.93554515670844°E fr:12 AV DE LA SALANQUE, 66430 BOMPAS |           | Town hall of Bompas (Pyrénées-Orientales) | Modifica les dades a Wikidata |
|        | cementiri de Bompàs       | Bompàs             | cementiri                             |                                                           | 42° 44′ 01″ N, 2° 56′ 12″ E / 42.7337°N,2.9368°E                                                          |           |                                           | Modifica les dades a Wikidata |